# David Edward Hughes
David Edward Hughes, född den 16 maj 1831 i Corwen, Wales, död den 22 januari 1900 i London, var en amerikansk-brittisk fysiker, uppfinnare, musiker och musikpedagog. 

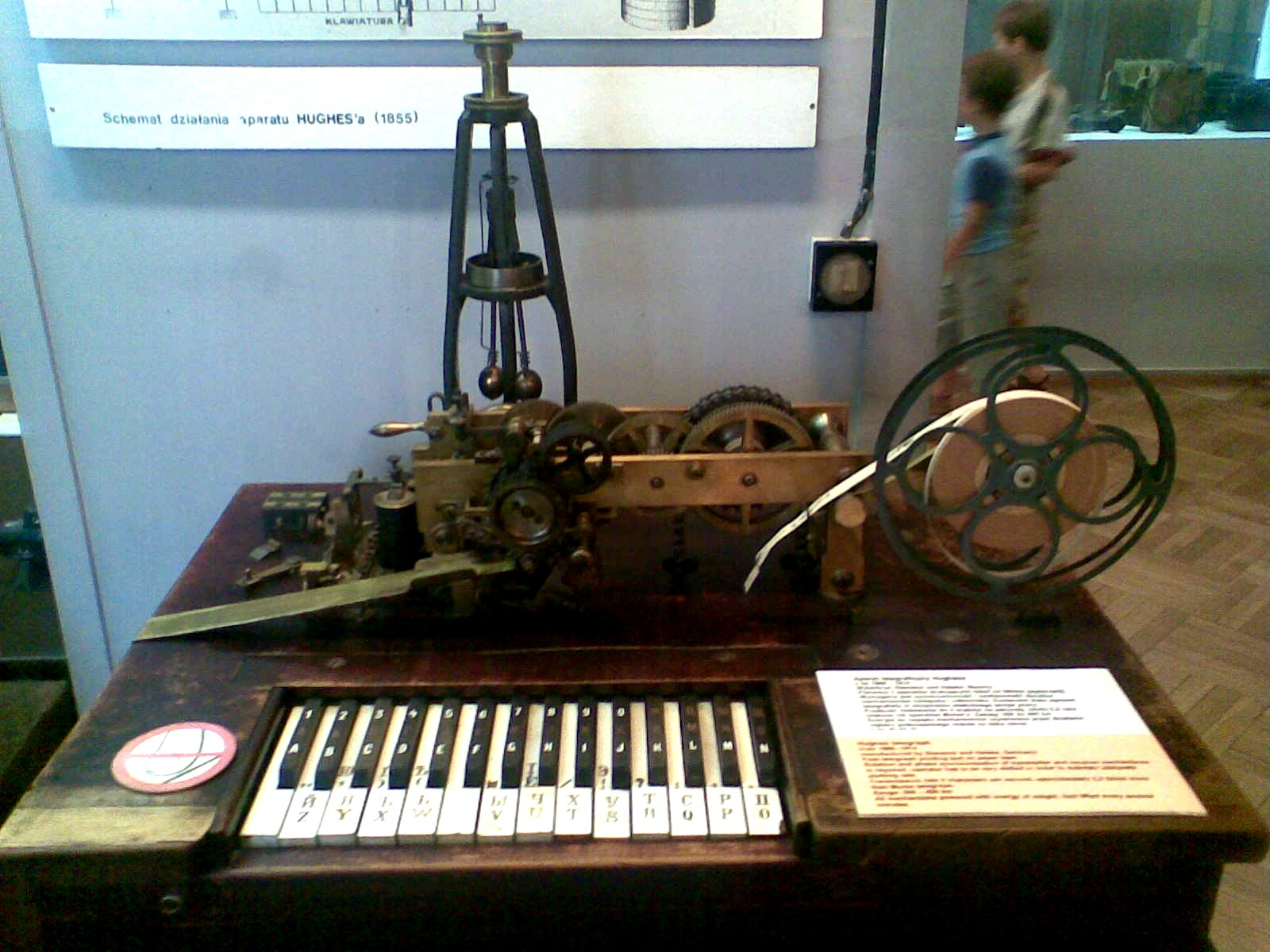
Telegraf konstruerad av David Edward Hughes.

År 1855 uppfann han en trycktelegraf. Han var ledamot av Royal Society.

## Priser och utmärkelser
- Royal Medal